# Cwelich
Cwelich, cwilich (z niem. zwilich) – prosta tkanina lniana lub konopna, później bawełniana tkana splotem wielorządkowym w pasy i kostki. Stosowana głównie przez biedniejszą ludność, chociaż była droższa od drelichu.